# 貢巴德·卡武斯高塔
贡巴德·卡武斯高塔（波斯語：‎，羅馬化：Borj-e Gonbad-e Kāvus）位于伊朗戈勒斯坦省的贡巴德卡武斯的市中心，是一座巨大的砖製陵墓高塔，是伊朗最精緻的古蹟之一。其塔身呈十边形，塔顶为圆锥形，塔高53米，塔壁厚约3米，直径约17米。2012年，贡巴德·卡武斯高塔入选联合国教科文组织世界遗产名录。

## 历史
贡巴德·卡武斯高塔于公元1006年由齐亚尔王朝的统治者卡武斯（شمس المعالي قابوس بن وشمگير）下令修建，距离伊朗北部一座柔然古城的遗址约3公里。柔然古城曾在1048年被塞尔柱突厥人占领，其后在14至15世纪被蒙古人的入侵毁灭，这座高塔是该柔然古城唯一的遗迹，见证了中亚游牧民族和古代伊朗的文化交流。
在塔的底部，刻有库法体的阿拉伯语铭文：
هذا القصر العالي – لامير شمس المعالي – الامير قابوس ابن وشمگير – امر به بنائه في حياته – سنه سبع و تسعين – و ثلثمائه قمريه و سنه خمس و سبعين و ثلثمائه شمسيه
该高塔是在卡武斯的命令下建造的，建于太阴历397年，太阳历375年。
贡巴德·卡武斯高塔是伊斯兰建筑技术的杰出代表，显示了公元1000年左右伊斯兰数学和科学的水平，并影响了伊朗，安纳托利亚和中亚地区的宗教建筑。该高塔也是卡武斯本人的陵墓。卡武斯本人是占星家，书法家和诗人，于1012年被其儿子暗杀身亡，而其玻璃棺椁被悬于塔的顶部。
英国旅行家及作家罗伯特·拜伦声称是一张贡巴德·卡武斯高塔的照片激发了他去波斯旅行的想法。在《前往阿姆河之乡》一书中，他声称“贡巴德·卡武斯高塔是世界上最伟大的建筑” 。

## 声学特征
贡巴德·卡武斯高塔有一些奇异的声学特性。在塔内说话会產生受到扭曲的回声。高塔本身只有一个入口，如果站在塔外距入口约20米处讲话，声音会传入塔内，经过塔壁和塔顶的反射回到说话人耳内，仿佛边上的隐身人在说话。

## 登录过程
- 2012年：在联合国教科文组织第36次世界遗产委员会会议作为文化遗产列入《世界遗产名录》。

## 登录基准
该世界遗产被认为满足世界遺產登錄基準中的以下基準而予以登錄：
- （i）表现人类创造力的经典之作。
- （ii）在某期间或某种文化圈里对建筑、技术、纪念性艺术、城镇规划、景观设计之发展有巨大影响，促进人类价值的交流。
- （iii）呈现有关现存或者已经消失的文化传统、文明的独特或稀有之证据。
- （iv）关于呈现人类历史重要阶段的建筑类型，或者建筑及技术的组合，或者景观上的卓越典范。